# Diritto del lavoro

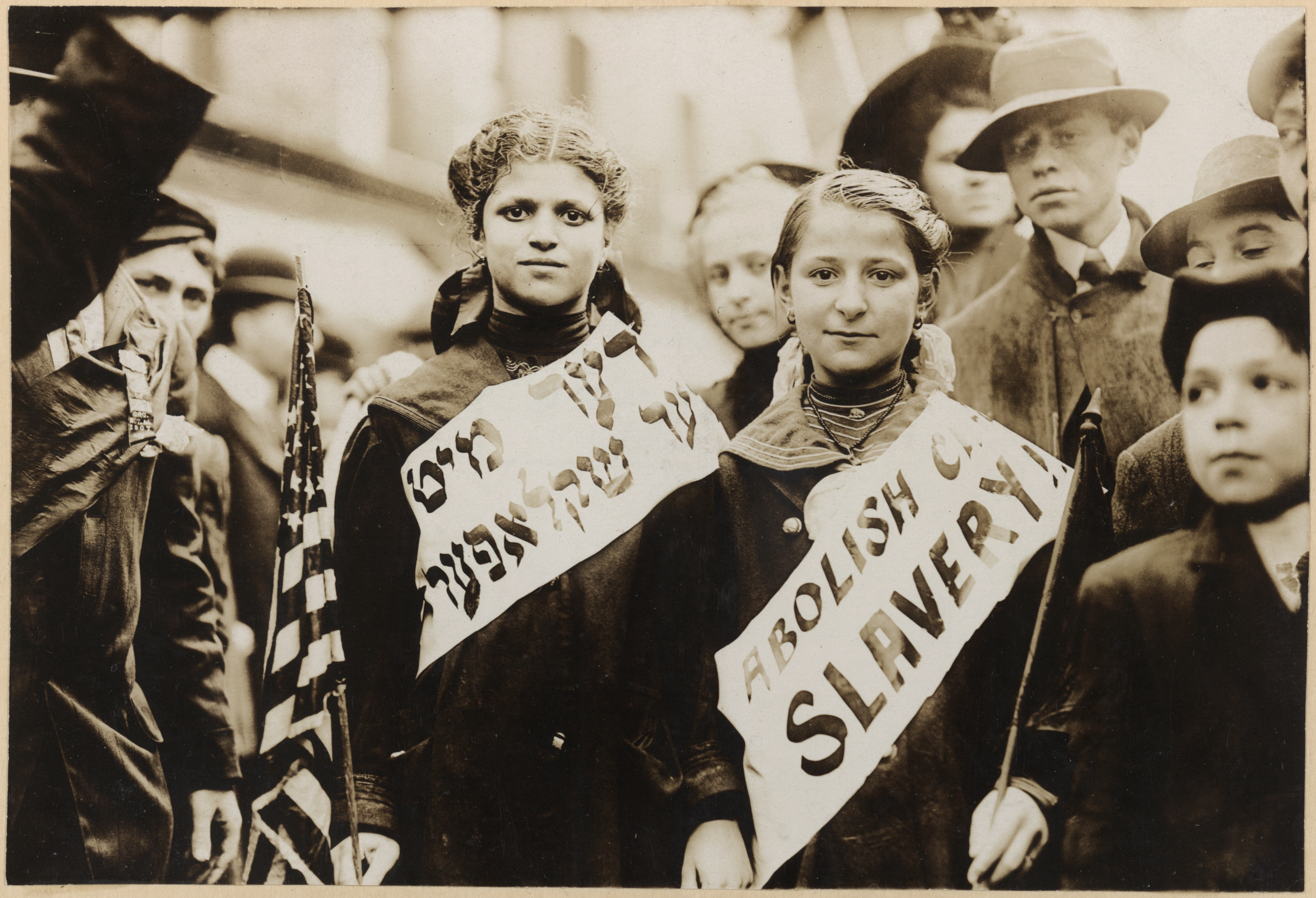
Due ragazze che indossano fasce in yiddish e inglese con lo slogan "abolire la schiavitù minorile!!"

Il diritto del lavoro è quel ramo del diritto privato che studia la disciplina degli aspetti ed i problemi attinenti alla disciplina del lavoro, del rapporto di lavoro, e tutte le tematiche ad esso collegate. Si tratta di una disciplina che è nata e si è sviluppata per regolare e attenuare le problematiche sociali sorte con la prima rivoluzione industriale.

## Descrizione
Esso riguarda la regolamentazione delle relazioni tra datore di lavoro e lavoratore, quella delle relazioni sindacali (oggetto propriamente del diritto sindacale) e quella attinente alle assicurazioni sociali e previdenziali (di cui si occupa il diritto della previdenza e della sicurezza sociale). È uno di quei rami del diritto che più direttamente risente dell'influenza della situazione economica generale, occorrendo tradurre in norme, tutele e concetti legislativi le concezioni ideologiche o statalistiche del sistema di riferimento.

## Nel mondo
L'organizzazione internazionale di più antica data che opera nel campo del lavoro a livello mondiale è l'Organizzazione internazionale del lavoro della quale fanno parte attualmente 178 tra i 191 Stati membri delle Nazioni Unite. Essa svolge un'attività normativa composta da raccomandazioni in materia di lavoro indirizzate agli Stati; raccomandazioni però che gli stessi devono recepire e ratificare in progetti di convenzioni all'interno del proprio ordinamento.
A livello europeo, importanti sono le disposizioni dell'Unione europea, come nel caso dei regolamenti, direttamente applicabili dopo la loro emanazione, ci si trova di fronte ad una uniformazione fra gli Stati membri dell'Unione di molte materie concernenti il diritto del lavoro.

### Australia
Il 10 ottobre 2005, il governo di John Howard annunciò un progetto di legge, che il 2 novembre venne presentato dal Ministro Kevin Andrews alla Camera dei Rappresentanti e al Senato. tali organi approvarono il Workplace Relations Amendment Act  rispettivamente il 10 novembre e il 2 dicembre (35 voti a favore contro 33 contrari) conssenso finale della Corona britannica il 14 dicembre. L'opposizione di centro-sinistra criticò il provvedimento e i tempi di approvazione troppo rapidi, in particolare per una riforma così radicale del diritto del lavoro. Il centro-sinistra sostiene di avere ricevuto un numero insufficiente di copie per esaminare la legge, in via di approvazione.
la nuova norma del 2005 - che ha sostituito molti aspetti del precedente Conciliation and Arbitration Act del 1904 in vigore fino al 2006 - introduce la libertà di licenziamento per le imprese che impieghi meno di 100 lavoratori dipendenti, dando meno vincoli a contratti privati fra datori e dipendenti, forti limitazioni al diritto di sciopero: la possibilità di citare in giudizio i sindacati per danni, e la facoltà per il governo di interrompere uno sciopero in svariati settori (automobilistico, trasporti, settore aereo, minerario, portuale e delle costruzioni); vincoli alla libertà di associazione sindacale, con il divieto di costituire sindacati nelle imprese dove non siano presenti contratti di lavoro siglati attraverso un accordo sindacale. Secondo diversi osservatori, l'approvazione di questa legge è stato uno dei principali fattori della sconfitta elettorale del centro-destra nelle elezioni parlamentari in Australia del 2007.

### Francia
La fonte principale è costituita dal codice del lavoro francese emanato nel 1910 e più volte modificato nel corso del tempo.
Il diritto al lavoro fa parte della dignità dell'essere umano secondo la Costituzione della Seconda Repubblica, che ha creato, in questa prospettiva, laboratori nazionali per dare lavoro ai disoccupati. Questo diritto al lavoro è stato poi inserito nel preambolo della Costituzione del 1946, che recita: "Ogni persona ha il dovere di lavorare e il diritto di ottenere un impiego", e nella Costituzione del 1958, che è ancora in vigore in Francia.
Il diritto del lavoro in Francia si basa sui diritti costituzionali, compresa la contrattazione collettiva. Il legislatore e le parti sociali sono chiamati, nei loro rispettivi ruoli, a regolare i rapporti di lavoro ; Il legame di subordinazione è al centro del rapporto di lavoro individuale. Dal 2000, i dipendenti sono soggetti a una settimana lavorativa legale di 35 ore. 

### Germania
In Germania non vi è una legge unica ed organica che regola a che disciplina gli aspetti individuali e collettivi del lavoro; i rapporti di lavoro sono il risultato di contrattazioni collettive tra sindacati e datori di lavoro. L'articolo 9 della costituzione della Germania garantisce la libertà di lavoro e di gestione nella conclusione di contratti collettivi nazionali di lavoro (Tarifverträge).
Il codice federale civile tedesco (Bürgerliches Gesetzbuch) regola i contratti di lavoro, mentre il codice del commercio tedesco (Handelsgesetzbuch) copre in parte i rapporti di lavoro e contiene le norme sugli agenti commerciali.

### Italia
Il diritto del lavoro in Italia  è costituito dal complesso di norme che regolano il rapporto di lavoro ed intorno ad esso ruota l’ulteriore complesso di norme attinenti ai concetti generici di legislazione e sicurezza sociale. Quale specifico campo di applicazione del diritto di lavoro si è guardato nel tempo alla distinzione tra “risultato e attività” (ovvero "locatio operis" e "locatio operarum". Nel primo caso il lavoratore promette un risultato da conseguirsi con la propria opera e, nel secondo, il lavoratore mette a disposizione del datore di lavoro solo la propria attività fisica ed intellettuale). 
Successivamente, in sostituzione dell’alternativa risultato-attività, la distinzione è stata posta tra “autonomia” e “subordinazione” laddove, nel primo caso, la gestione del lavoro ed il rischio conseguente all’attività lavorativa fanno capo al datore di lavoro, mentre nel secondo caso il lavoratore svolge la sua attività lavorativa ed il conseguimento del risultato viene raggiunto con gestione e rischio a carico del lavoratore stesso.

### Stati Uniti d'America
Negli USA non vi è una legge federale organica, ma singoli provvedimenti accanto alla legislazione di ogni Stato federato degli Stati Uniti; le principali norme federali in tema sono il National Labor Relations Act del 1935 ed il Fair Labor Standards Act del 1938; secondo il diritto statunitense in tema vige il principio giuridico dell'"At-Will Employment" ovvero il datore di lavoro può licenziare senza preavviso e motivo alcuni, tranne che nel caso ciò sia illegale o per motivi discriminatori; è tuttavia prassi comune che i dipendenti abbiano a disposizione 12 giorni di ferie all'anno ai quali si aggiungono 8 giorni festivi.